# フェルナンド・ブエサ・アレナ
フェルナンド・ブエサ・アレナ(Fernando Buesa Arena)は、スペイン・バスク州アラバ県ビトリア＝ガステイスにある体育館。バスケットボールチームのサスキ・バスコニアのホームアリーナである。名称はビトリア＝ガステイス出身の政治家フェルナンド・ブエサに因んでいる。
バスケットボールの試合を行う際の客席数は15,504席である。2011年3月に9,923席だった客席数を増やす工事が開始され、2012年4月に完了した。

## 歴史
この屋内競技施設の発展と拡張の歴史は、このアリーナをホームアリーナとするリーガACBのサスキ・バスコニアと密接に関係している。ビトリア市は1960年に屋内競技施設の建設を考案したが、この際にはアリーナの建設は実現しなかった。1990年代初頭のサスキ・バスコニアはメンディソローサ多目的アリーナを使用していたが、リーガACBはサスキ・バスコニアにアリーナ収容人数の増加を求めていた。そこで、アラバ県議会議長を務めていたスペイン社会労働党(PSOE)のフェルナンド・ブエサは、メンディソローサ多目的競技場よりも多い5,200人収容のアリーナへの移転を提案した。
1970年代中頃に牛の市場として設計された建物をスポーツアリーナに改修し、1991年にパベリョン・アラバとして開場した。1996年にはFIBAサポルタカップ決勝の開催地となり、サスキ・バスコニアがトロフィーを得ている。やがて最初の観客席拡張が行われ、観客席は5,200席から約9,500席に増加した。
2000年にはこのアリーナの改修を提案したブエサがバスク祖国と自由(ETA)の活動家によって殺害される事件が起こり、フェルナンド・ブエサ・アレナに改名された。
サスキ・バスコニアは2000年代にスペイン国内の強豪チームとなり、2002年、2008年、2010年にリーガACBを制し、2000年、2002年、2008年、2013年にコパ・デル・レイを制した。サスキ・バスコニアの継続的な発展を踏まえ、チームとアラバ県議会はユーロリーグファイナル4などの国際大会を開催できるように、観客数のさらなる増加を計画した。2011年3月には2度目の観客席拡張工事が開始されたため、サスキ・バスコニアは暫定的に、ビトリア＝ガステイス市内にあるイラディエール・アレナをホームアリーナとして使用した。工事竣工前のCBグラン・カナリア戦（観客数9,423人）でブエサ・アレナにホームアリーナを戻し、2012年1月に工事が竣工して観客席は15,504席となった。2012年4月9日のレアル・マドリード戦では15,504人（満員）を集め、リーガACBの観客数記録を更新した。

## 主要なイベント
1996年にはFIBAサポルタカップ決勝の開催地となり、地元のサスキ・バスコニアが優勝した。2010年にはULEBユーロカップ決勝の開催地となった。コパ・デル・レイのファイナル8は、2000年、2002年、2008年、2013年と、これまでに4度開催されている。2012年4月9日に行われたサスキ・バスコニアのレアル・マドリード戦で15,504人を集め、リーガACBの観客記録を更新した。2019年にはターキッシュ エアラインズ ユーロリーグファイナルフォーが開催。

## 観客数
| リーガACB | リーガACB | リーガACB | リーガACB | リーガACB |          | ユーロリーグ | ユーロリーグ | ユーロリーグ | ユーロリーグ | ユーロリーグ |
| シーズン  | 通算      | 1試合最高 | 1試合最低 | 1試合平均 | シーズン | 通算         | 1試合最高    | 1試合最低    | 1試合平均    |              |
| --------- | --------- | --------- | --------- | --------- | -------- | ------------ | ------------ | ------------ | ------------ | ------------ |
| 2011-12   | 94,038    | 15,504    | 10,512    | 13,434    | 2011-12  | -            | -            | -            | -            |              |
| 2012-13   | 189,449   | 14,381    | 7,143     | 9,971     | 2012-13  | 168,416      | 15,068       | 9,936        | 12,030       |              |
| 2013-14   | 165,412   | 14,623    | 6,824     | 9,190     | 2013-14  | 128,106      | 14,196       | 8,246        | 10,676       |              |
| 2014–15   |           |           |           |           | 2014–15  | 117,882      | 12,619       | 7,689        | 9,824        |              |

## ギャラリー

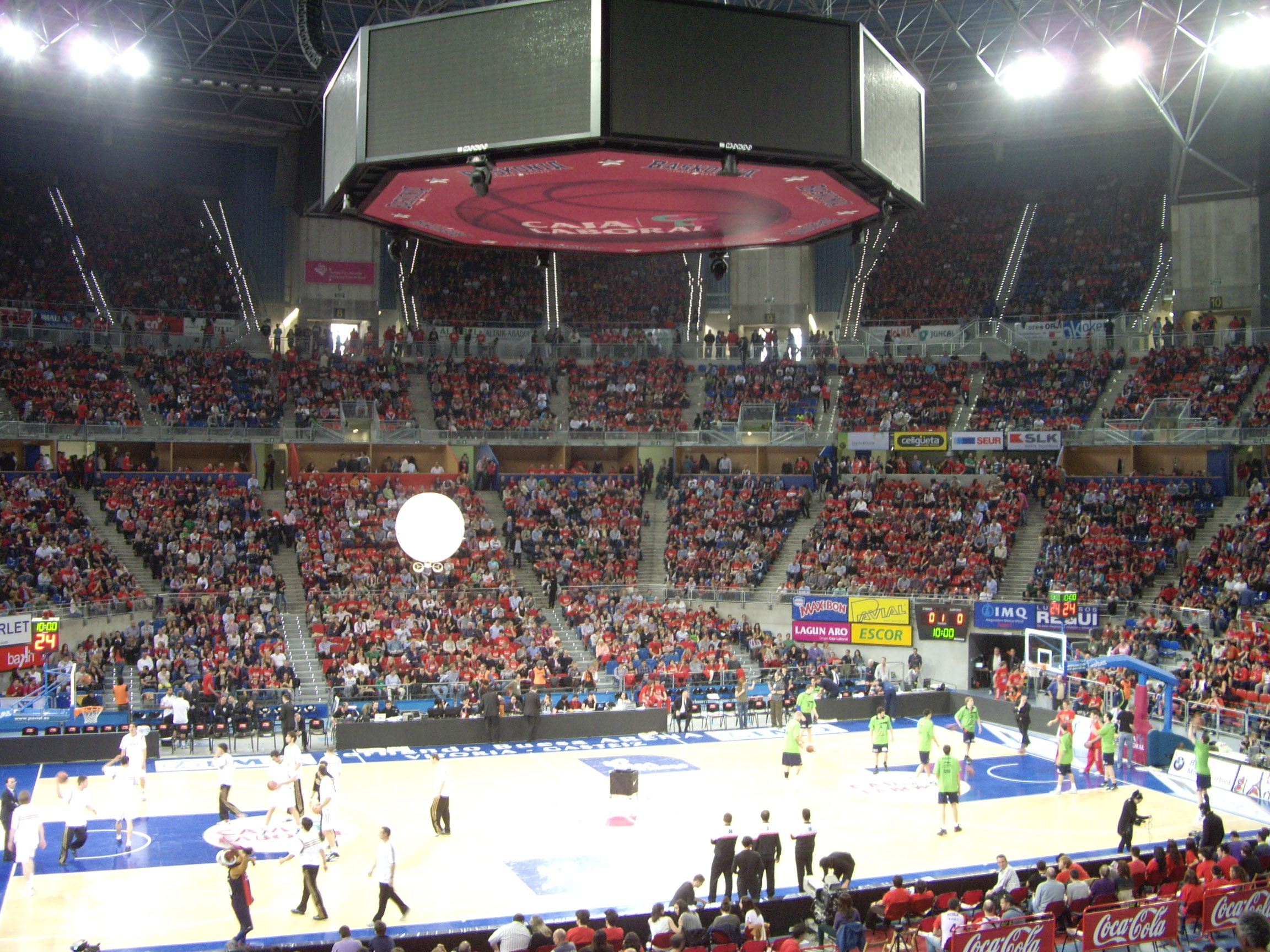
リーガACBの観客数記録を作った日のブエサ・アレナ